# جبهه یکتا
جبههٔ یاران کارآمدی و تحول ایران اسلامی (با سرنام یکتا) تشکلی سیاسی اصولگرا در ایران است که از برخی اعضای دولت دهم و نمایندگان مجلس و نیز دولت نهم تشکیل داده‌اند.

## پیشینه
پس از انتخابات ریاست‌جمهوری و روی کار آمدن دولت یازدهم، تعداد زیادی از دولتمردان یا فعالان در دولت پیش کنار رفتند. از همین‌رو تعدادی از آنان به همراه چند تن از ایشان جلسه‌های برگزار می‌کردند تا اینکه پس از یک سال و نیم جبههٔ یکتا را تشکیل دادند.
جبههٔ یکتا ۲۵ خرداد ۱۳۹۴ اعلام موجودیت کرد.

## عضوها
اعضای مؤسس جبهه یکتا، سردار احمد وحیدی، سردار مصطفی محمدنجار، غلامحسین الهام، مهرداد بذرپاش، پرویز فتاح، حسین صفار هرندی حضور خود در جبههٔ یکتا را رد کرده‌اند.
- فریدون عباسی: رئیس سازمان انرژی اتمی دولت دهم
- حمیدرضا حاجی‌بابایی: وزیر آموزش و پرورش دولت دهم و نمایندهٔ مجلس
- محمدمهدی زاهدی: وزیر علوم دولت نهم و نمایندهٔ مجلس نهم
- کامران دانشجو: وزیر علوم دولت دهم
- حسن طریقت منفرد: وزیر بهداشت دولت دهم
- سید محمد حسینی: وزیر ارشاد دولت دهم
- مسعود زریبافان: معاون احمدی‌نژاد و رئیس بنیاد شهید دولت دهم
- محمد عباسی: وزیر ورزش و جوانان دولت دهم
- لطف‌الله فروزنده: معاون پارلمانی دولت دهم
- علیرضا علی‌احمدی: وزیر آموزش و پرورش دولت نهم
- ابراهیم عزیزی: معاون توسعه و برنامه‌ریزی دولت نهم
- اسدالله عباسی: وزیر تعاون و کار دولت دهم

## پی‌نوشت
1. ↑  «حسینی در گفتگوی مشروح با باشگاه خبرنگاران: پیش‌نویس اساسنامه و ساختار تشکیلات جبهه یکتا تهیه شد/ دیدار با آیات مصباح، موحدی‌کرمانی و یزدی». باشگاه خبرنگاران جوان. ۲۴ خرداد ۱۳۹۴.